# Drosophila binocularis
Drosophila binocularis är en tvåvingeart som beskrevs av Zhang 2008. Drosophila binocularis ingår i släktet Drosophila och familjen daggflugor.
Artens utbredningsområde är Indonesien.